# Текс Робертсон
Текс Робертсон (англ. Tex Robertson, 23 квітня 1909 — 27 серпня 2007) — американський ватерполіст.